# George Francis Eaton
George Francis Eaton (né le 30 mai 1872-décédé le 6 novembre 1949) est un ostéologue qui fut dans les années 1902-20 conservateur du département d'ostéologie au muséum d'histoire naturelle Peabody de l'Université Yale. En 1911, il participa à la célèbre expédition au Pérou dirigée par Hiram Bingham, au cours de laquelle furent découvertes les ruines de Machu Picchu Parmi les squelettes humains trouvés dans les tombeaux, Eaton découvrit des crânes d'une espèce inconnue, éteinte plusieurs siècles auparavant et décrivit une espèce de rongeur de la famille Cuscomys oblativa.